# Wilhelm Hofmann (Psychologe)
Wilhelm Hofmann (* 12. August 1976 in Traunstein) ist ein deutscher Sozialpsychologe.

## Leben
Von 1997 bis 2005 studierte er Psychologie und Soziologie an der Universität Trier. Nach der Promotion 2006 im Fachbereich Psychologie an der Universität Koblenz-Landau lehrte er von 2007 bis 2010 als Akademischer Rat am Lehrstuhl für Sozialpsychologie der Universität Würzburg. Von 2010 bis 2013 lehrte er als Assistant Professor for Behavioral Science am Center for Decision Research der University of Chicago Booth School of Business. 2013 wurde er auf die Professur für Social and Economic Cognition an der Universität zu Köln berufen und war von 2016 bis 2018 Vizesprecher des Exzellenzzentrums für Soziales und Ökonomisches Verhalten (C-SEB). Seit 2019 ist er Professor für Sozialpsychologie an der Fakultät für Psychologie der Ruhr-Universität Bochum.
Im Jahr 2023 wurde er als Mitglied der Sektion Psychologie und Kognitionswissenschaften in die Nationale Akademie der Wissenschaften Leopoldina aufgenommen.
Seine Hauptforschungsinteressen liegen in den Bereichen Selbstkontrolle und Selbstregulation, Soziale Kognition, Moralpsychologie, Verhaltensökonomik und Public Policy.

## Belege
1. ↑  https://catalogue.bnf.fr/ark:/12148/cb17022203m

| Personendaten    | Personendaten              |
| ---------------- | -------------------------- |
| NAME             | Hofmann, Wilhelm           |
| KURZBESCHREIBUNG | deutscher Sozialpsychologe |
| GEBURTSDATUM     | 12. August 1976            |
| GEBURTSORT       | Traunstein                 |